# Risque industriel
 (septembre 2024).
Toute activité économique entraîne des risques, que les dirigeants doivent gérer et avant tout évaluer. Pour cela, il faut les identifier puis les minimiser, assumer financièrement la charge de ceux qu'ils jugeront acceptables (en fonction de la taille et des capacités financières de l'entreprise), traiter par des tiers selon des processus d'externalisation (ex. assurance crédit) les risques liés à certaines activités, et enfin transférer certains risques auprès de professionnels de l'assurance qui assureront une garantie financière.

## Identification
L'identification des risques passe aujourd'hui par la compréhension du cycle de gestion, qui intègre les partenaires amont et aval (clients et fournisseurs), mais aussi, dans un environnement en interaction complexe avec l'entreprise, les autres parties prenantes (banques, société civile). Dans cette optique, l'évaluation des risques passe également par une analyse du cycle de vie des produits.
Cette démarche d'analyse et d'identification systématique est assez traditionnelle dans le monde industriel : maritime, aviation, nucléaire, pétrolier, industrie chimique… mais cela n'élimine pas totalement le risque (voir l'explosion de l'usine AZF à Toulouse). Elle se développe également dans le domaine de la santé, et plus précisément dans les établissements de santé, publics ou privés, où la gestion des risques et des vigilances sanitaires est devenue indissociable de la démarche qualité.
Les méthodes normées de gestion du risque sont en grande partie apparues dans le secteur industriel (en 2010, la loi sur les IcpE était bicentenaire) : transport maritime et ferroviaire, exploitations minières, industrie automobile, industrie nucléaire, aérospatiale, militaire, pétrolière et chimique. Ces méthodes ont été adaptées au secteur de la santé, médecine, pharmacie…

## Nucléaire
C'est sans doute dans l'industrie nucléaire et de l'armement que les conséquences visibles et possibles des accidents sont les plus importantes, mais aussi les mesures pour les prévenir sont les plus sophistiquées. Dans ce secteur, on parle donc de sûreté nucléaire, plus que de sécurité nucléaire.
D'autre part, l'industrie nucléaire comporte une spécificité par rapport aux autres types d'industrie, qui est la durée de vie prévue à la conception (à compléter).

## Gestion
Les applications les plus évidentes de la gestion — ou plutôt de la gouvernance — des risques industriels concernent la zonation (ex : études de zones pour Fos-sur-Mer, Calais-Dunkerque, Carling…) et cartographie du risque, et les régimes d’enregistrement (ex : installations classées pour la protection de l'environnement, sites SEVESO ou ICPE), soumises à une règlementation plus stricte), la planification (PPRT, études de risques, études de dangers) et les exercices et formations pour la sécurité et la prévention.
Les applications concernent également la façon dont l'évolution de la gouvernance des risques industriels, la difficile participation des différentes catégories de la population locale et la prise en compte de nécessaires compromis ou transactions sociales entre acteurs ou même par chaque acteur avec lui-même, peuvent permettre une meilleure résilience des territoires.
Les alternatives à l'utilisation de produits dangereux ou polluants (écoconception, écoproduits, HACCP…) sont d'autres approches, comme le sont aussi les mesures visant à tirer les leçons des accidents, des retours d'expérience et à pallier les défaillances organisationnelles et humaines, souvent à l'origine des catastrophes industrielles (dans près de 2/3 des cas), afin d'en éviter de nouvelles.
En France, il existe depuis 1992 une base de données (Analyse, recherche et information sur les accidents, ARIA) sur plus de 40 000 accidents technologiques, afin d'en tirer des enseignements. D'autres enjeux sont : la maîtrise de l'urbanisation périphérique, l'anticipation et le traitement du vieillissement des installations (dont canalisations), l'entretien des compétences et la formation continue dans le domaine des risques technologiques, la concertation et la transparence (notamment avec les SPPPI en France, et dans les limites imposées par le secret défense, le secret industriel, les risques liés au terrorisme, l'allongement des délais d’instruction, la mémoire industrielle…) ; l'évaluation environnementale des impacts, le risque sanitaire (sous l'égide du Haut conseil de santé publique ou HCsP) en France) et la gestion des effets sanitaires et des impacts différés dans l'espace et le temps des catastrophes, la veille, le suivi et l'application des réformes juridiques. Fin 2020, un « Bureau d'enquêtes et d'analyses sur les risques industriels » a été créé (à la suite de l'incendie de Lubrizol et de Normandie Logistique).

## Par pays

### France
Le risque industriel en France est la combinaison de la probabilité de survenue d’un accident industriel sur le territoire national français et de ses conséquences négatives potentielles pour la santé humaine, l’environnement, les biens, dont le patrimoine culturel et l’activité économique.
Classé dans la catégorie des risques technologiques majeurs, le risque industriel fait l'objet d'un suivi continu, d'un cadre réglementaire de prévention et d'une information de la population. Une organisation des secours a par ailleurs été mise en place pour faire face à d'éventuels accidents ou catastrophes.